# Phare de Pointe-au-Père
Vous lisez un « article de qualité » labellisé en 2012.  Il fait partie d'un « bon thème ».
Le phare de Pointe-au-Père est un phare maritime situé à Rimouski au Québec (Canada). Sa construction, en 1909, est liée aux pressions des armateurs et à la volonté du gouvernement canadien d'améliorer les aides à la navigation sur le fleuve Saint-Laurent au début du XXe siècle. C'est le troisième phare à être construit à Pointe-au-Père et le principal bâtiment de la station d'aide à la navigation de Pointe-au-Père.
Construit selon les plans de l'ingénieur français Henri de Miffonis, il prend la forme d'une tour octogonale à arcs-boutants en béton armé aux lignes épurées correspondant aux principes de l'architecture moderne. Le phare est équipé d'un feu dioptrique de 3e classe muni d'une lentille de Fresnel et son éclairage se fait en utilisant le principe du manchon à incandescence jusqu'à son électrification en 1940. Après un lent déclin, le poste de pilotage quitte Pointe-au-Père en 1959 et le phare même est remplacé par une tour automatisée en 1975. Sept gardiens se sont succédé pendant ces 66 années d'opération, une tâche exigeant souvent douze heures de travail par jour.
Le site de la station d'aide est déclaré lieu historique national du Canada en 1974, avant que le phare ne soit lui-même reconnu édifice fédéral du patrimoine en 1990. En 1977, Parcs Canada devient propriétaire du lieu historique et, en 1980, l'organisme fait effectuer des rénovations majeures au phare pour en consolider la structure. En 1982, Parcs Canada signe une entente avec le Musée de la mer, un organisme culturel rimouskois, et le phare devient alors un centre d'interprétation muséal. Sa visite permet de grimper au sommet des 33 mètres du phare.

## Histoire

### Prémices de l'histoire maritime de Pointe-au-Père

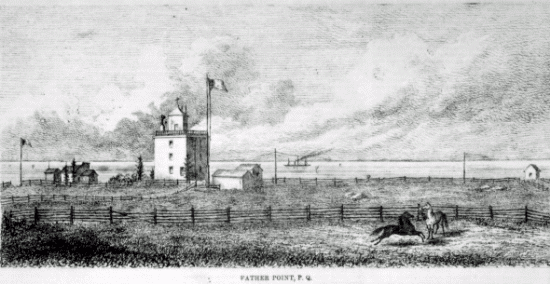
Image du second phare de Pointe-au-Père, Canadian Illustrated News (1873).

Avec l'arrivée des Européens en Amérique, le fleuve Saint-Laurent prend de plus en plus d'importance comme voie de navigation, d'abord comme route d'accès pour les explorateurs jusqu'au début du XVIIe siècle puis comme une voie de transport pour les personnes et les marchandises,. Cependant, les conditions climatiques et géographiques rendent la navigation sur le fleuve assez difficile et dangereuse et y naviguer nécessite le recours à des pilotes expérimentés. À partir du début du XIXe siècle, l'augmentation du trafic maritime amène les autorités britanniques à améliorer la sécurité de la navigation sur le fleuve grâce à l'ajout d'infrastructures maritimes telles que des phares, des bouées et des balises,.
Même si la présence de pilotes maritimes est attestée à Pointe-au-Père dès 1805, c'est l'obtention d'un contrat de transport du courrier par la Montreal Ocean Steamship Company en 1856 qui marque vraiment le début de l'établissement de la station d'aide à la navigation de Pointe-au-Père. La compagnie y installe alors des pilotes maritimes dédiés à ses navires et y fait construire un premier phare, un édifice en bois surmonté d'une tour octogonale, qui surplombe les hauts du fleuve d'une hauteur de 13 mètres et est muni d'un système catoptrique alimenté à l'huile de baleine en 1859,. En 1861, le phare est racheté par le gouvernement canadien qui change alors la source d'alimentation du feu pour le kérosène.

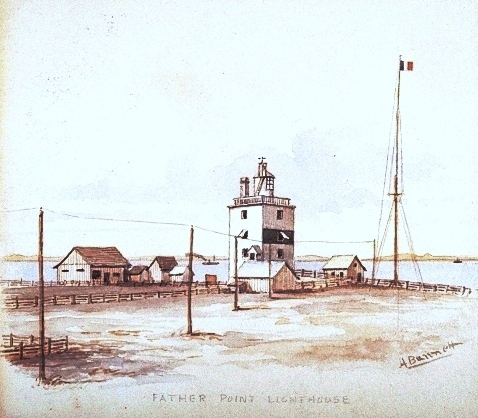
Le second phare construit en 1867 (aquarelle de H. R. Bunnett réalisée entre 1885 et 1889).

En 1867, un incendie détruit le premier phare ; la même année, les autorités canadiennes font reconstruire un second phare sur l'emplacement même du phare incendié. À l'origine, la lumière de type blanc fixe du second phare est produite par cinq réflecteurs disposés en arc de cercle autour de cinq lampes. Des améliorations sont apportées aux feux en 1889, puis à nouveau en 1890 quand le feu est remplacé par un système catoptrique à éclat composé de neuf réflecteurs et de douze lampes. Un engrenage muni d'une horlogerie fait tourner les lampes autour d'un arbre central produisant des éclats lumineux toutes les vingt secondes,.
En 1901-1902, en prévision du déménagement de la station de pilotage du Bic vers Pointe-au-Père, le gouvernement canadien de Wilfrid Laurier fait construire un quai de 200 mètres,. Toujours en 1902, le gaz acétylène remplace le kérosène comme source d'alimentation du phare. Le transfert officiel de la station de pilotage a lieu au début de la saison de navigation de 1906,. Les années suivantes, la station d'aide à la navigation prend de plus en plus d'importance à la suite de l'ajout de nouveaux services maritimes tel que le service de transbordement des pilotes vers les navires avec l'arrivée du bateau-pilote Eureka en 1906 et la construction d'une station de télégraphie sans fil, appelée « station Marconi », en 1907,.

### La construction du phare de 1909

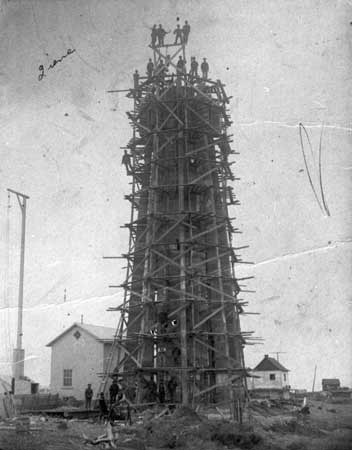
La construction du phare de Pointe-au-Père en 1909.

Au début du XXe siècle, le Canada connaît un essor économique et démographique important qui s'accompagne d'une forte augmentation du transport maritime sur le fleuve Saint-Laurent. Cette intensité du trafic maritime amène les armateurs à faire pression auprès des autorités canadiennes pour l'amélioration des services d'aide à la navigation et pour sécuriser le transport maritime sur le fleuve,.
En 1904, le ministère de la Marine et des Pêcheries crée la Commission des phares qui aura la tâche de veiller aux développements et à l'entretien du réseau des phares de la côte est du Canada. Toujours en 1904, le nouvel organisme lance un programme d'amélioration de l'appareillage optique de plusieurs stations de phare, dont celle de Pointe-au-Père. Dans son rapport annuel de 1904, la commission mentionne que la station de navigation Pointe-au-Père « constitue un important feu de jalonnement » et est d'une grande importance compte tenu du trafic maritime qui y transite. Le gouvernement canadien décide donc d'y construire un phare moderne équipé d'instruments optiques de grande précision.
La station de Pointe-au-Père est donc choisie en 1908 pour qu'y soit installé un nouveau phare « muni d'un puissant feu dioptrique de 3e classe ». Le modèle architectural choisi est celui d'une tour octogonale à arcs-boutants et le principal matériau de construction utilisé est le béton armé. Ce choix est lié à la réputation du béton armé, considéré comme étant d'une grande durabilité et exigeant peu d'entretien.
L'utilisation du béton armé est alors une technique de construction qui « n'en était encore qu'à un stade expérimental très précoce » et dont la première utilisation pour les phares a eu lieu trois ans plus tôt. L'usage du béton se répand d'ailleurs très lentement à la fin du XIXe siècle et n'est utilisé que pour les travaux de grande envergure comme les ponts et les quais. Un des problèmes majeurs que rencontrent alors les constructeurs est la mauvaise qualité des composants, ce qui s'améliore au début du XXe siècle au moment où est construit le phare de Pointe-au-Père.
La construction de la tour commence au début de l'année 1909 et la petite municipalité connaît alors une effervescence inhabituelle par suite de l'affluence de nombreux charpentiers et journaliers. Les techniques de construction de l'époque font en sorte que le mélange du béton s'effectue sur place et que ce dernier est hissé par petites quantités à l'aide de palans. Cette façon de faire nuit à l'homogénéité du béton et multiplie les joints de coulée. Finalement, les travaux de construction se terminent en juin 1909, à temps pour l'ouverture de la saison de navigation,. William Patrick Anderson, ingénieur en chef du ministère de la Marine et des Pêcheries, souligne dans son rapport annuel de 1909 que la construction du phare a coûté 5 855 $ CA.

### Les années de service (1909-1975)

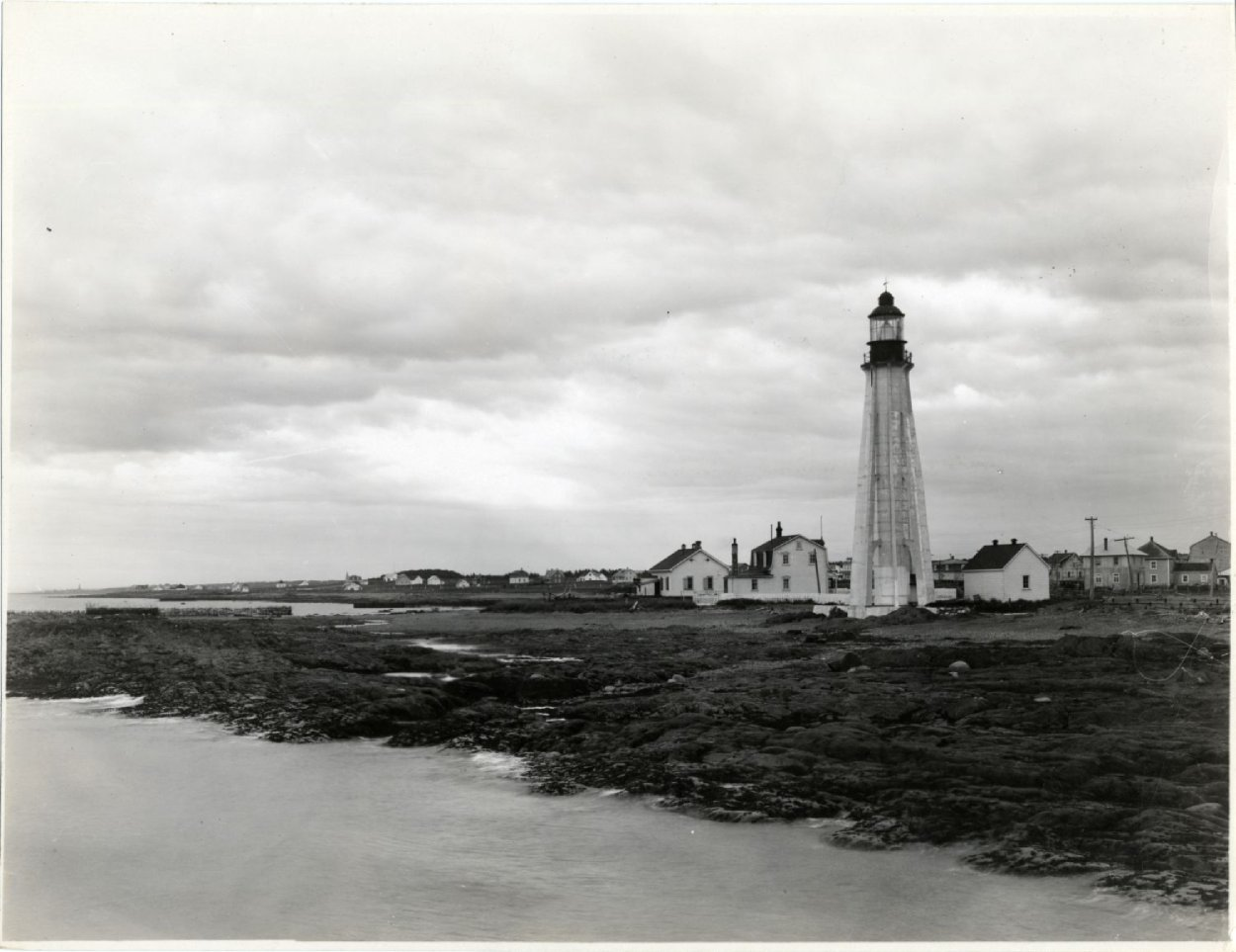
Le phare de Pointe-au-Père vers 1930.

La mise en service du 3e phare correspond aussi à l'apogée de la station d'aide à la navigation, soit entre 1910 et 1914, alors que Pointe-au-Père voit plus d'un millier de navires, dont environ 250 à 300 paquebots, venir y embarquer ou déposer leur pilote. Le phare se révèle donc un maillon important du réseau des aides à la navigation dont le programme de modernisation se termine en 1914. L'édifice du second phare continue cependant à être utilisé pour des fonctions maritimes à la suite de la mise en service du nouveau phare, et sert de bureau pour les pilotes tout en demeurant la maison du gardien du phare. 
Au fil des années, différents services s'ajoutent à la station d'aide à la navigation, en particulier la présence d'officiers de douane et d'immigration canadienne ainsi que la relocalisation de la station de médecins de la quarantaine de la Grosse-Île en 1923,. Un nouveau bateau-pilote, le Jalobert, vient remplacer l’Eureka en 1923 et un navire plus petit, l’Abraham Martin I, vient le seconder.
Le début des années 1930 est très difficile pour la station, la Grande Dépression faisant diminuer de façon importante le trafic maritime, situation qui s'aggrave pendant la Seconde Guerre mondiale. De plus, l'abandon progressif du chenal du sud du Saint-Laurent par les navires à partir de 1934 a un impact négatif important sur l'avenir de la station de Pointe-au-Père.
La responsabilité du phare est transférée du ministère de la Marine au ministère des Transports du Canada en 1936, mais le programme d'amélioration continuelle des feux des phares se poursuit par leur électrification entre 1936 et 1945. L'électrification du phare de Pointe-au-Père a lieu en 1940 et permet le remplacement du mode d'éclairage. En 1956, le ministère des Transports fait construire une maison pour le gardien, ce dernier quitte alors le bâtiment du second phare. Une nouvelle amélioration est apportée au système d'éclairage du phare en 1960 lorsque la lampe à vapeur de mercure remplace la lampe à incandescence à filament de tungstène comme source de lumière.

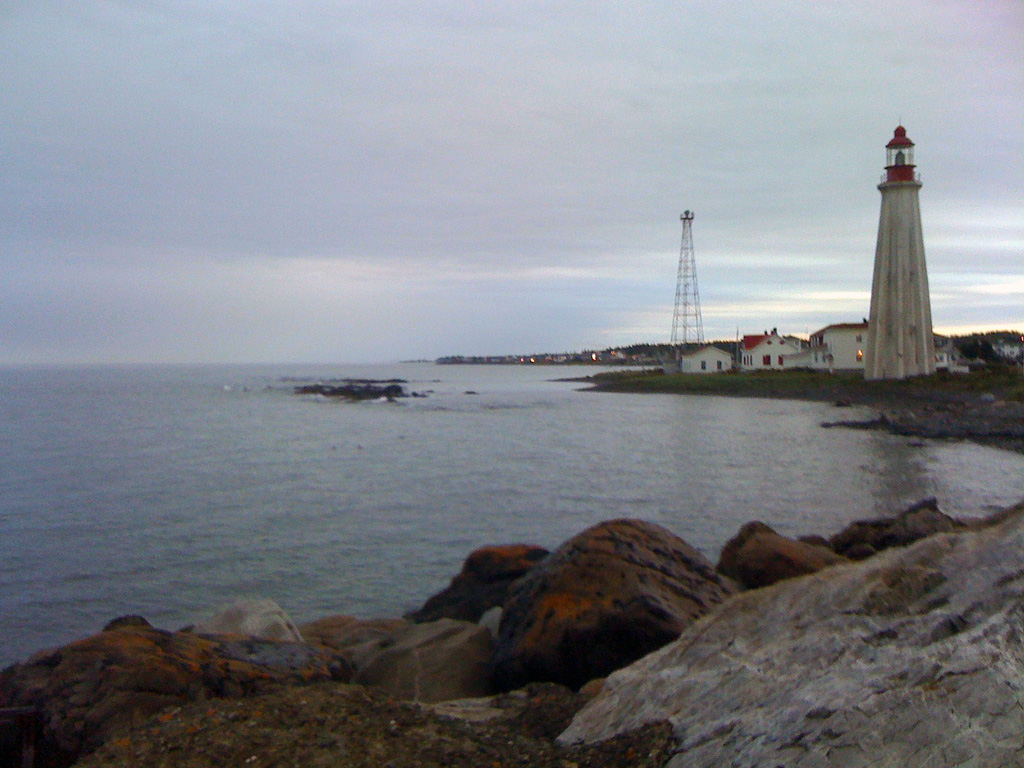
Le phare et la tour à claire-voie en arrière-plan.

En 1960, le poste de pilotage déménage aux Escoumins sur la rive nord du Saint-Laurent, un site qui répond mieux aux besoins de la navigation d'hiver à la suite de l'ouverture de la voie maritime du Saint-Laurent et du transfert du trafic maritime vers le chenal du nord,. Tous les services associés au pilotage sont alors déménagés et l'édifice du second phare n'étant plus utilisé est démoli en 1966. À la suite de ce déménagement, seul le phare de 1909 demeure en exploitation à la station d'aide à la navigation de Pointe-au-Père.
C'est aussi au début des années 1960 que le ministère de Transports entame un programme d'automatisation des aides à la navigation et ce autant pour les phares que pour les aides sonores, les phares habités étant les derniers à être visés par le programme,. Le quatrième phare de Pointe-au-Père, installé au sommet d'une tour à claire-voie, entre en fonction en 1975 et résulte directement de ce programme d'automatisation. Ce phare automatisé s'élève à 33,5 mètres au-dessus du niveau de l'eau, a une portée de 20 milles nautiques et est équipé d'un appareillage dioptrique et de lampes à vapeur de mercure. Son entrée en fonction signifie aussi la fin de la fonction de gardien de phare à Pointe-au-Père.

### Le phare désigné lieu historique national

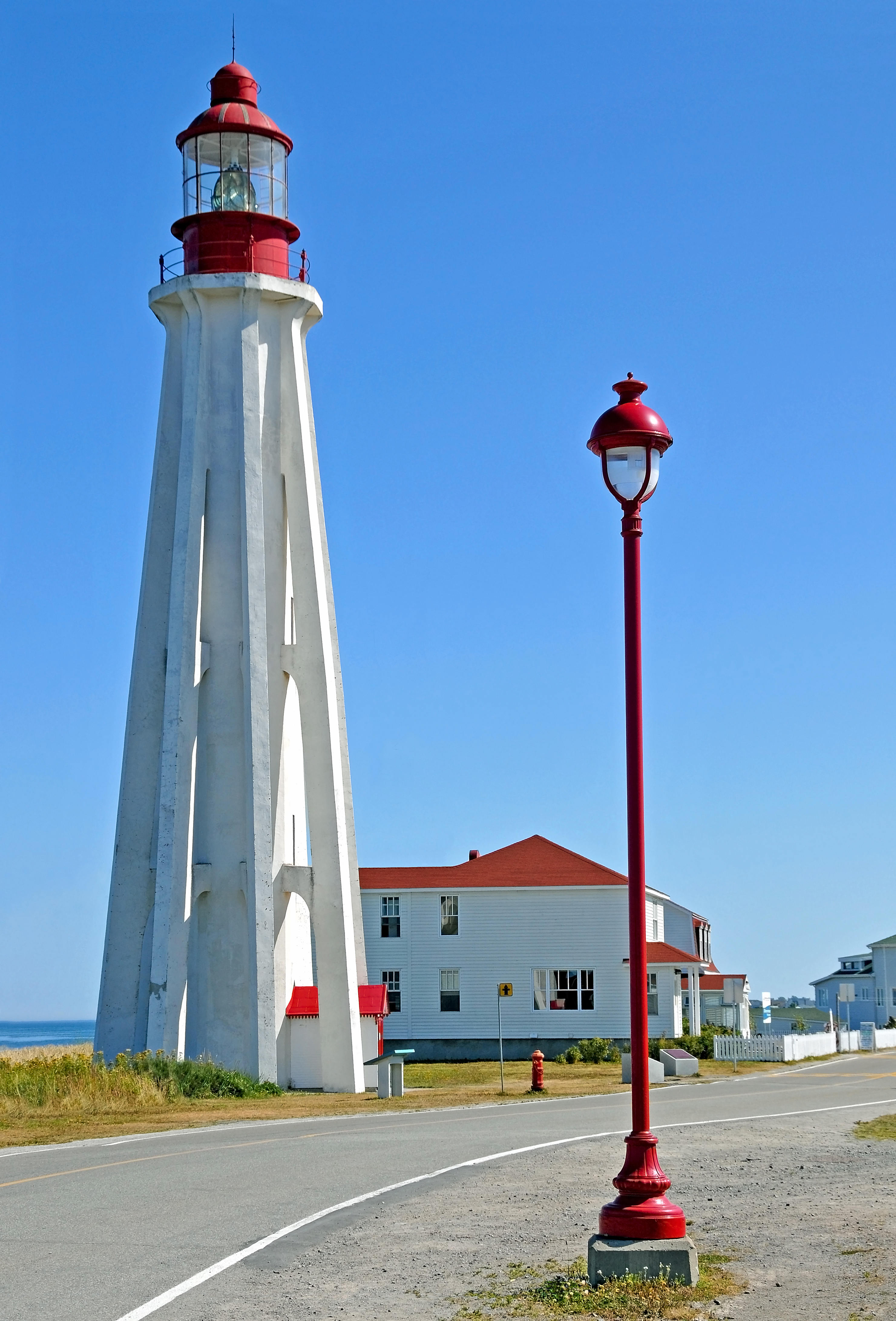
Le phare et la maison du gardien.

C'est en avril 1973 que la Commission des lieux et monuments historiques du Canada (CLMHC) mentionne pour la première fois son intention de proposer la station d'aide à la navigation de Pointe-au-Père et son phare au titre de Lieu historique national du Canada. La commission désire alors commémorer l'histoire des stations d'aide à la navigation en citant « leur élément le plus représentatif soit les phares ». Le 18 mai 1974 le phare reçoit cette désignation :

« Le phare de Pointe-au-Père a été désigné lieu historique national du Canada en 1974, pour les raisons suivantes : à cause de son rôle historique à titre d’important centre de services de pilotage ; parce qu’il a été un important feu pour la navigation dans le golfe et le fleuve. »

Parmi les caractéristiques qui confèrent au phare de Pointe-au-Père sa valeur patrimoniale figurent la présence du phare à titre d’important centre de pilotage et d’important feu (station de phare) pour la navigation dans le golfe et le fleuve St-Laurent, la présence des principales composantes nécessaires au fonctionnement d’une station de phare, et la fonction de station de phare associée à tous les bâtiments existants du lieu.
Les valeurs architecturales évoquant l’importance historique du site : le phare en béton de 1909 par sa prééminence, la rareté de sa structure en béton armé avec structure arc-boutée, ses huit contreforts, sa position par rapport aux éléments qui l’entourent, l’intégrité de l’escalier en colimaçon, sa quasi-unicité esthétique conservée après restauration, le porche d’entrée aménagé en façade et les fenêtres disposées à chaque niveau du phare selon l’agencement régulier, le dispositif de rotation et le prisme demeurés en place.
Le phare obtient une autre reconnaissance officielle le 20 septembre 1990 lorsqu'il est « classé » édifice fédéral du patrimoine par le Bureau d'examen des édifices fédéraux du patrimoine (BEÉFP),. Lors du même exercice d'évaluation, le BEÉFP classe la bâtisse du sifflet de brume au titre d'édifice « reconnu ».
Le phare a été désigné phare patrimonial en 2015 par la Commission des lieux et monuments historiques du Canada.

### Des travaux majeurs de rénovation

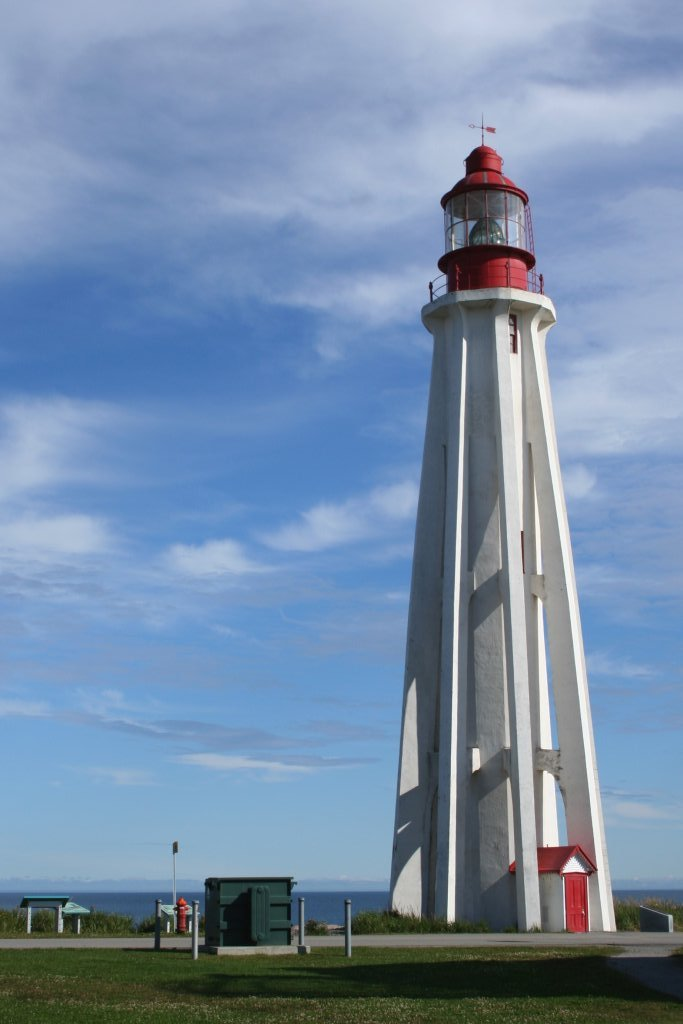
Vue du phare en 2007.

En 1977, Parcs Canada, alors sous l'égide du ministère des Affaires indiennes et du Nord du Canada, devient propriétaire du phare,. Ce changement de propriété ainsi que la désignation comme lieu historique national prennent alors toutes leurs importances lorsque des analyses, effectuées en 1978, démontrent que la structure du phare est en mauvais état, d'importantes fissures verticales faisant craindre pour la stabilité de la tour,.
Lors de sa construction en 1909, l'usage du béton armé comme matériau de construction en était à ses débuts,. Plusieurs phares construits au début du XXe siècle n'ont d'ailleurs pas duré 50 ans. Ces problèmes de vieillissement prématuré sont reliés au fait que lors des premières utilisations du béton, il était fréquent d'utiliser de l'eau salée pour retarder la prise du béton ou sa congélation par temps froid. Cependant, ceci accélérait la corrosion des tiges métalliques dans le béton armé, facteur aggravé par l'utilisation de tiges d'armature rondes, plutôt que des tiges tournées de type Ransome, plus résistantes. Enfin les méthodes de construction de l'époque multipliaient le nombre de joints de coulée, augmentant ainsi les possibilités d'infiltrations d'eau. De plus, l'air marin et les intempéries exigent beaucoup d'entretien pour conserver les structures en bon état, ce que les gardiens de phare n'avaient pas toujours le temps de faire.
Des travaux majeurs de rénovations sont entrepris en 1980 afin de consolider le phare et de réparer la lanterne. Le béton fissuré est enlevé, la tour est revêtue d'un treillis de métal et une nouvelle couche de béton de dix centimètres d'épaisseur est « soufflée » sur la structure. Une attention particulière est apportée à la base de la tour où les tiges de métal corrodées sont remplacées avant la pose du nouveau corset et du béton. La structure de la tour a perdu de son aspect élancé à la suite de ces travaux, mais ils ont permis de consolider le phare de façon adéquate.
En 2008, un examen de la structure du phare indique que la rénovation de 1980, en particulier la carapace de béton soufflé, résiste bien à l'épreuve du temps même si des fissures de surface sont visibles sur la tour. La lanterne est en assez bon état, bien qu'il s'agisse de la partie du phare la plus exposée aux intempéries et seulement quelques infiltrations mineures doivent être colmatées. Cependant, le dessus de la galerie de béton supportant la lanterne est fissuré et délaminé, conséquence de l'absence d'une membrane d'étanchéité.

### La conversion en centre d'interprétation muséal

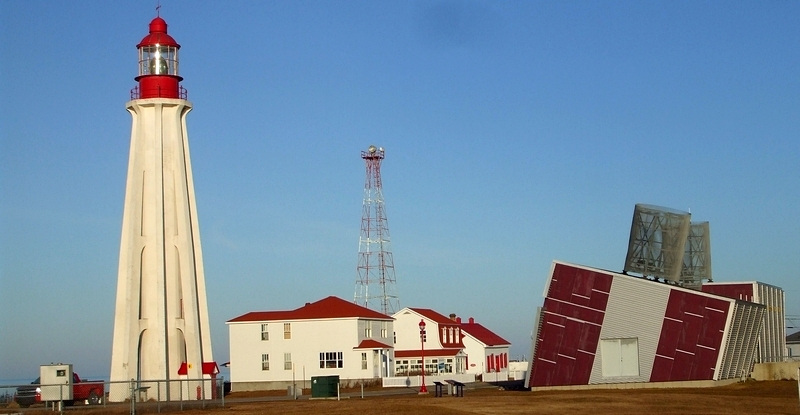
Le phare et les autres bâtiments de la station d'aide à la navigation.

L'origine de la carrière muséale du phare remonte à l'été 1979, lorsqu'un groupe de personnes passionnées par l'histoire de l’Empress of Ireland présente une exposition sur ce paquebot à Rimouski. Le groupe présente des expositions dans des locaux scolaires lors des saisons estivales 1980-1982, mais se met à la recherche d'un lieu d'exposition plus approprié. Le 26 juin 1982, une entente de coopération est établie entre Parcs Canada et le nouvel organisme appelé alors « Musée de la mer » et devenu aujourd'hui le Site historique maritime de la Pointe-au-Père. Le nouveau musée s'établit dans les bâtiments de l'ancienne station d'aide à la navigation et gère depuis 1982 l'accueil des visiteurs et l'interprétation du site,.

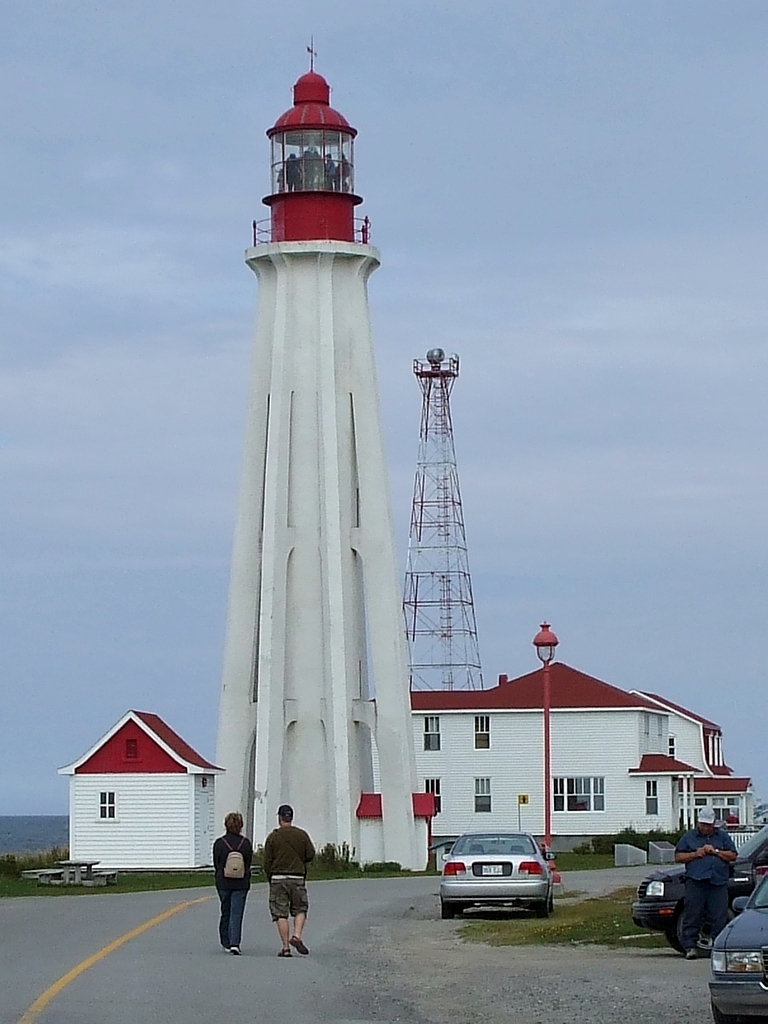
Des visiteurs devant le phare.

À la suite de l'installation du musée sur le site de la station d'aide, les dirigeants de l'organisme effectuent des recherches dans le but de développer le concept d'interprétation muséale reliée à l'histoire du site et en particulier du pilotage, du phare et des signaux sonores d'aide à la navigation. Un article très complet sur le sujet, « Pointe-au-Père et la grande navigation », paraît d'ailleurs en 1982.
Le musée n'est accessible aux visiteurs que pendant la période estivale, soit du début de juin à la mi-octobre. La visite du phare s'effectue avec un guide accompagnateur et les visiteurs gravissent d'abord les 132 marches de l'escalier jusqu'au sommet du phare. Avec ses 33 mètres de hauteur, il est le second phare en termes de hauteur au Canada, après le phare de Cap-des-Rosiers dont la hauteur est de 34 mètres. Au sommet de la tour, le guide fait un court exposé du fonctionnement du prisme, de la vie du gardien du phare et de l'histoire de la station d'aide à la navigation. Les statistiques de Parcs Canada indiquent que la fréquentation du phare était de 30 002 visiteurs en 2017,.
Le phare fait partie de la « Route des phares », un itinéraire touristique dont la promotion est effectuée par la Corporation des gestionnaires de phares de l'estuaire et du golfe Saint-Laurent qui travaille à la sauvegarde et à la mise en valeur du patrimoine maritime de l'Est du Québec.

## L'architecture et l'optique

### Les ingénieurs et les plans du phare

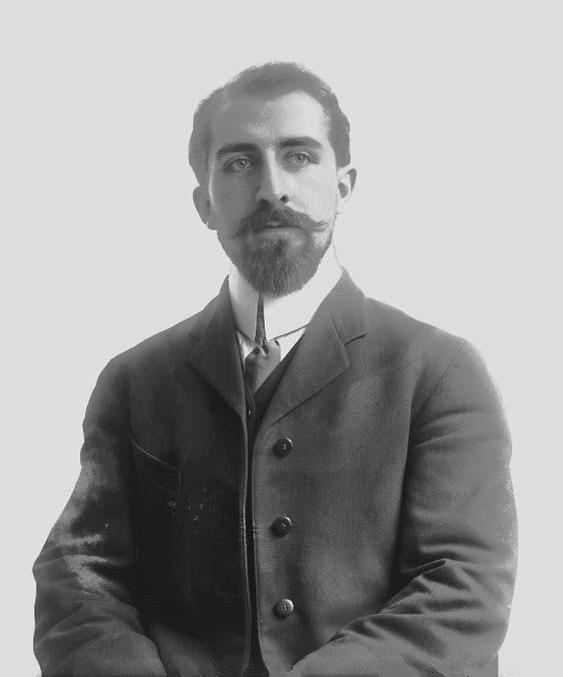
L'ingénieur Henri de Miffonis en 1908.

C'est à la présence de deux ingénieurs aux postes clés de la Commission des Phares qu'on doit le choix du béton armé comme matériau de construction du phare de Pointe-au-Père,. William Patrick Anderson est depuis 1891 l'ingénieur en chef du ministère de la Marine et des Pêcheries. Son choix se porte sur le béton armé afin de construire les nouveaux phares du début du XXe siècle, des « tours hautes et solides », car ce matériau à une grande capacité portante, une grande résistance au feu et son coût en fait le choix le plus économique. En 1905, la Commission des Phares embauche l'ingénieur français Henri de Miffonis, dont les connaissances en mathématiques et en mécanique sont reconnues, ce qui lui donne l'assurance que la construction des nouveaux phares sera effectuée au mieux. À la suite de l'embauche de Miffonis, l'usage du béton armé dans la construction des phares canadiens se répand et cinq constructions en béton armé sont réalisées par la firme Steel Concret Co Ltd. de Montréal entre 1906 et 1908.

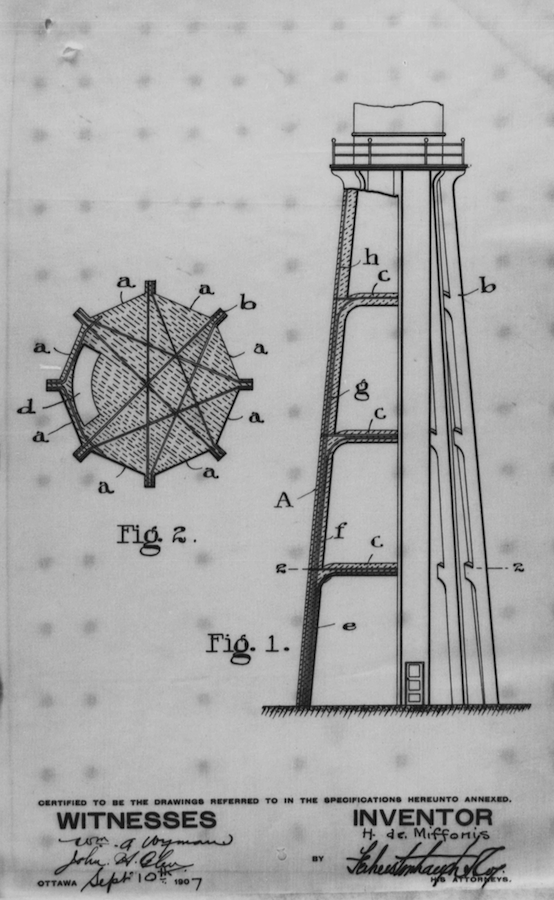
Plan d'une tour en béton armé, breveté en 1907 par Miffonis.

Une controverse, dont l'origine remonte à la publication d'un ouvrage rédigé par F. A. Talbot en 1913, attribuait les plans du phare à Anderson. Cependant les plans sont signés par Miffonis qui avait d'ailleurs demandé un brevet en 1907 pour ce type de tour, deux ans avant la construction du phare, brevet qu'il avait obtenu en 1908,. Dans ses plans de 1907, il décrit les caractéristiques architecturales utilisées lors de la construction du phare en 1909, soit la forme prismatique de la tour octogonale, les huit contreforts à arc-boutant aux angles du prisme et les planchers des étages situés à la hauteur des points de contact entre les contreforts et les murs de la tour. La base des contreforts est recourbée pour mieux supporter la galerie verticale ou le fût. Miffonis précise que la forme de la tour proposée dans ses plans donne une plus grande solidité au bâtiment, réduit la quantité de béton nécessaire pour le construire et améliore sa résistance aux vents latéraux. La hauteur totale du phare est de 33 mètres de sa base au sommet de la lanterne.
Au sommet de la tour du phare, on retrouve une balustrade et une passerelle qui encerclent un fanal de conception plus « traditionnelle en fonte » surmonté par une coupole,. Le plancher de la passerelle sert de support à la lanterne qui est protégée de l'air extérieur par des panneaux vitrés. Au pied de la tour, un tambour en bois orné de frises décoratives victoriennes et surmonté d'un toit de tôle rouge contraste grandement avec l'absence d'aspérité de la tour. À l'intérieur du bâtiment, un escalier en colimaçon dessert les différents étages.

### Les caractéristiques optiques

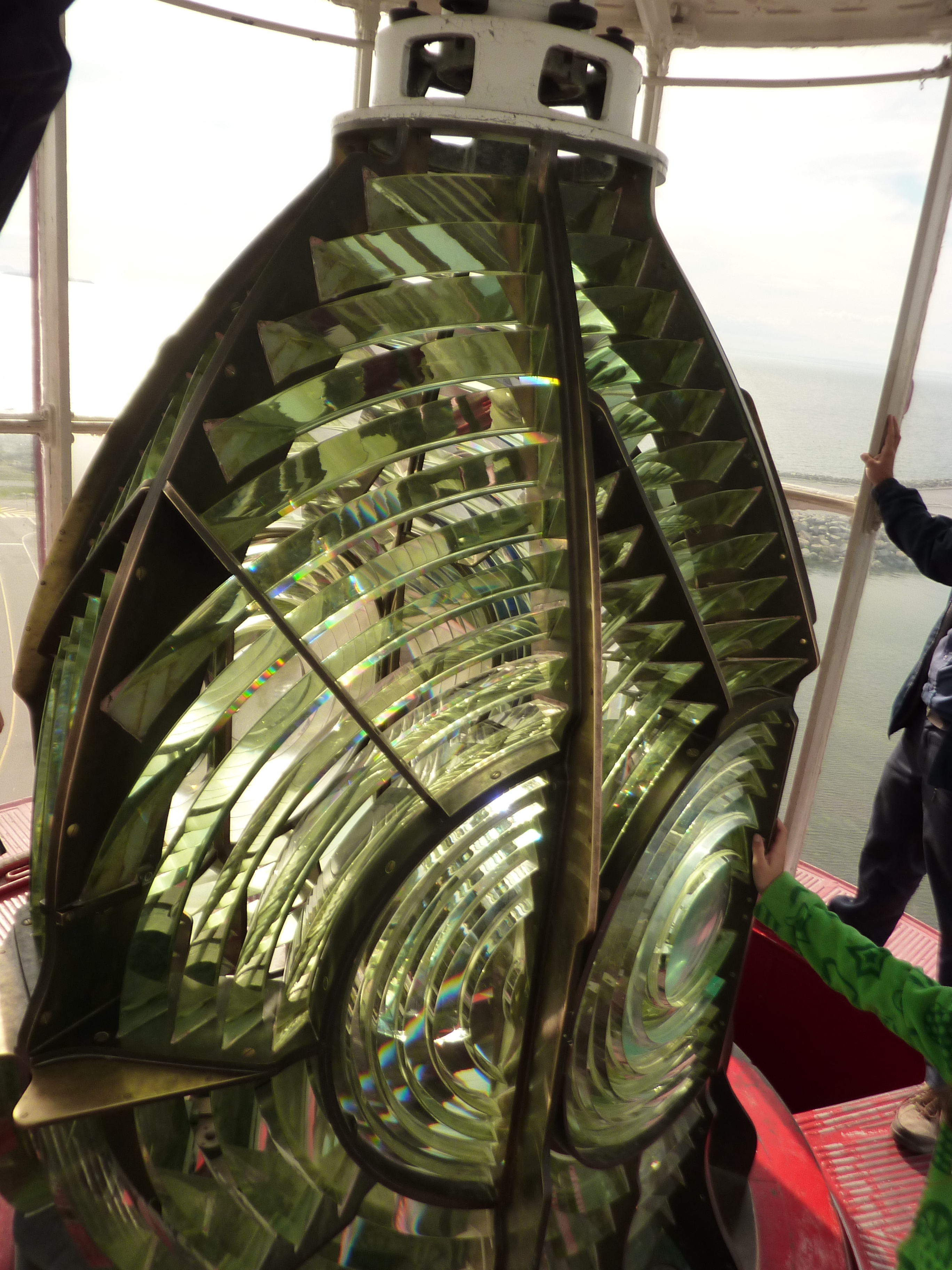
La lentille de Fresnel dans la coupole du phare de Pointe-au-Père.

Le ministère de la Marine choisit d'installer un appareillage optique qu'il considère comme étant un « modèle de précision et d'efficacité » et dont l'implantation n'a été retardée que par son coût très élevé. Il s'agit d'un appareil de type dioptrique utilisant des lentilles de Fresnel, dont le rendement lumineux est largement supérieur aux appareils de type catoptrique ; une étude publiée en 1909 démontrant que 88 % de la lumière d'un feu dioptrique est visible à partir d'un navire, contre seulement 17 % pour un feu catoptrique. Le classement des feux dioptriques se fait en fonction de la distance focale ou du diamètre interne de l'appareil ; le phare de Pointe-au-Père appartient à la 3e classe car il possède une distance focale d'un demi-mètre et un diamètre interne d'un mètre.
L'appareillage du phare est produit par la firme française Barbier, Bénard et Turenne (BBT). La lumière du phare utilise autant les principes de la réfraction de la lumière qui est concentrée grâce à des lentilles que le principe de la réflexion grâce à l'utilisation de prismes captant les rayons lumineux dirigés vers le haut pour les rediriger en parallèle au rayon principal et ce plus efficacement que des miroirs,. La masse de l'appareil est de 1 360 kg de verre et de cuivre et, pour éviter les problèmes de friction, elle repose sur un bain de mercure,.
Le mouvement du feu s'effectue selon le principe du mécanisme d'une horloge à pendule entraîné par un poids de 270 kg qui devait être remonté toutes les six heures à l'aide d'une manivelle. Le mécanisme d'horlogerie fait en sorte que l'appareil optique effectue une révolution complète toutes les 15 secondes produisant ainsi quatre éclats brillants toutes les 7,5 secondes,. Il s'agit d'un feu appelé à « éclats groupés » car il permet d'associer un code au nombre d'éclats permettant aux marins de mieux se situer car les phares du Saint-Laurent possèdent un code différent les uns des autres. L'intensité lumineuse du feu est de 55 000 bougies et sa portée est de 30 kilomètres (16 milles nautiques), ce qui est suffisant pour être visible d'un navire se trouvant au milieu du fleuve,.
Le ministère de la Marine choisit cependant d'utiliser le principe du manchon à incandescence alimenté par la vapeur de pétrole comme combustible pour le nouveau phare malgré les bons résultats de l'expérience des lampes à acétylène, les coûts de production et d'installation du gaz acétylène étant jugés trop élevés. En 1940, la vapeur de pétrole est remplacée par l'électricité et le feu est muni de lampe à incandescence à filament de tungstène,. La dernière amélioration apportée à l'appareillage optique du phare est le remplacement des lampes à incandescence par des lampes à vapeur de mercure vers 1960,. La fiche technique du phare produite par le ministère des Transports indique alors que la « hauteur de son plan focal s'élève à 27,7 mètres au-dessus du niveau de l'eau, qu'il a une portée nominale de 22 milles nautiques » et qu'il produit 4 éclats rapides blancs toutes les 7,5 secondes.

## Les gardiens du phare
Le premier gardien de phare à Pointe-au-Père est David Stanley Lawson, nommé à ce poste par la Montreal Ocean Steamship Company en 1859. Après la vente du phare au gouvernement canadien en 1861, il semble qu'il continue à agir comme gardien du phare, et un document mentionne sa confirmation officielle au poste de gardien par les autorités lors de la mise en opération du second phare en 1867. Le nouveau phare sert aussi de maison au gardien et pour répondre aux besoins de ce dernier, plusieurs constructions attenantes à la tour de phare sont construites au fil des ans, particulièrement une grange, une laiterie et une glacière. Lawson occupe le poste de gardien jusqu'en 1876, lorsqu'il est remplacé par John McWilliams qui occupe le poste jusqu'en 1911. McWilliams est donc le premier gardien du phare de 1909. Pendant son long mandat, en plus d'être gardien de phare, Williams offre aussi un service de transbordement vers les navires océaniques à bord d'une petite goélette. 
À partir de 1904, la Commission des phares met en place une nouvelle structure pour tout ce qui touche la sécurité des activités maritimes et devient plus exigeante pour les gardiens de phare. Le gardien de phare de Pointe-au-Père doit alors participer à la mise en place de nouvelles technologies et effectuer le relevé des marées de la station hydrographique ouverte en 1904,. À Pointe-au-Père, il peut compter sur l'aide de l'ingénieur des signaux de brume qui opère, depuis 1904, le nouveau sifflet de brume.

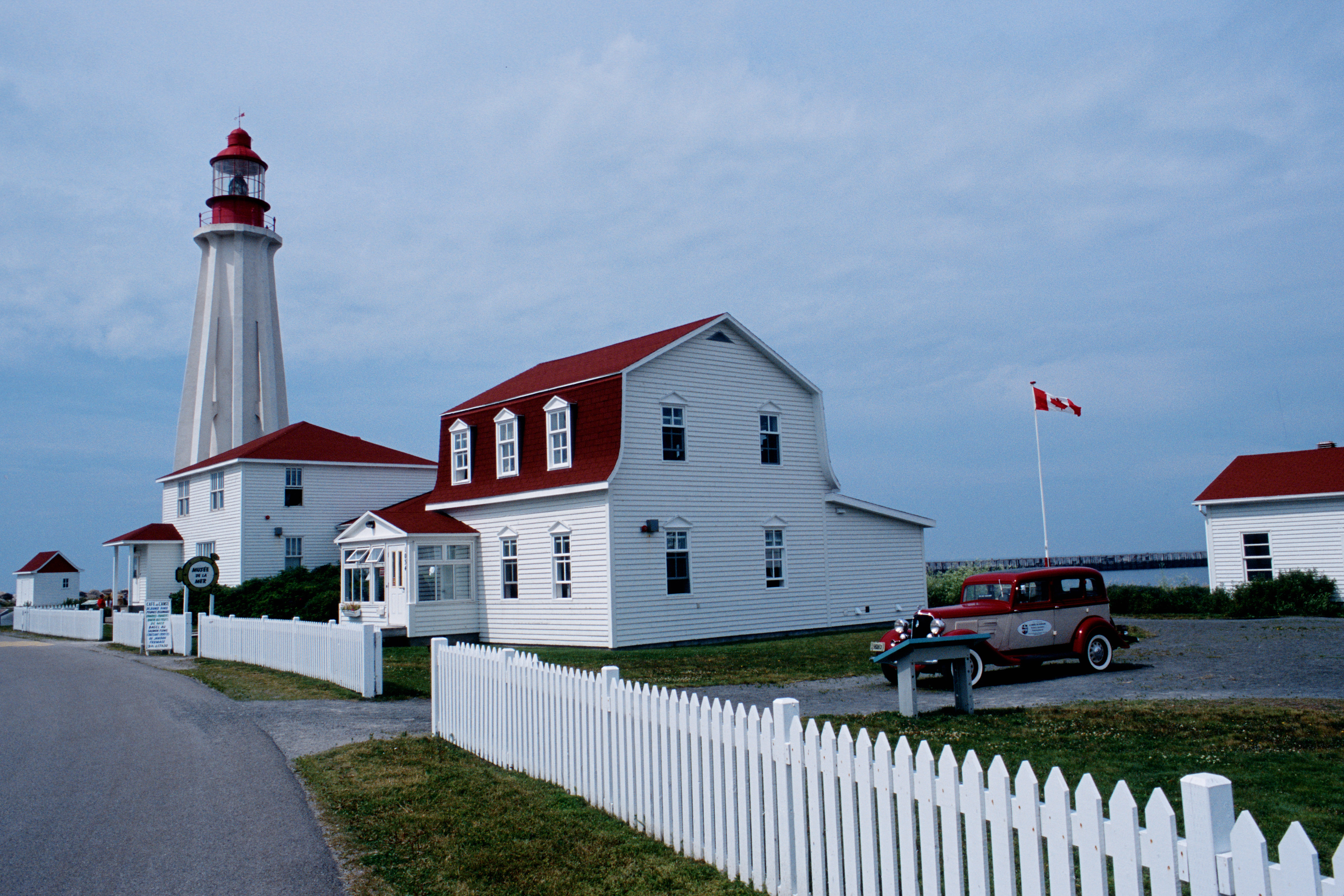
Les bâtiments résidentiels et le phare en arrière-plan.

Entre 1911 et 1936, trois personnes se succèdent au poste de gardien, mais les périodes d'exercices des trois mandats sont inconnues. Le successeur de McWilliams est John Cahill, qui selon les sources est remplacé après la Première Guerre mondiale par John Wyatt et c'est le fils de ce dernier, Robert Wyatt, qui lui succède. En 1920, pendant la période où l'un de ces trois gardiens est en fonction, les responsabilités du gardien augmentent à nouveau car il doit aussi cumuler la fonction d'ingénieur du signal de brume tout en n'étant secondé que par un assistant-gardien.
Les autorités canadiennes nomment Charles Auguste Lavoie au poste de gardien du phare en 1936, fonction qu'il occupe jusqu'en 1964. Lors d'une entrevue accordée aux historiens Jean-Claude Fortin et Marie-André Massicotte, Lavoie décrit la journée typique du gardien et de son assistant,. Il mentionne alors que le phare est très souvent en opération pendant vingt-quatre heures et que les deux hommes doivent se relayer toutes les six heures, ce qui correspond aussi à l'opération de remontée du poids de 270 kilos du mécanisme d'horlogerie.

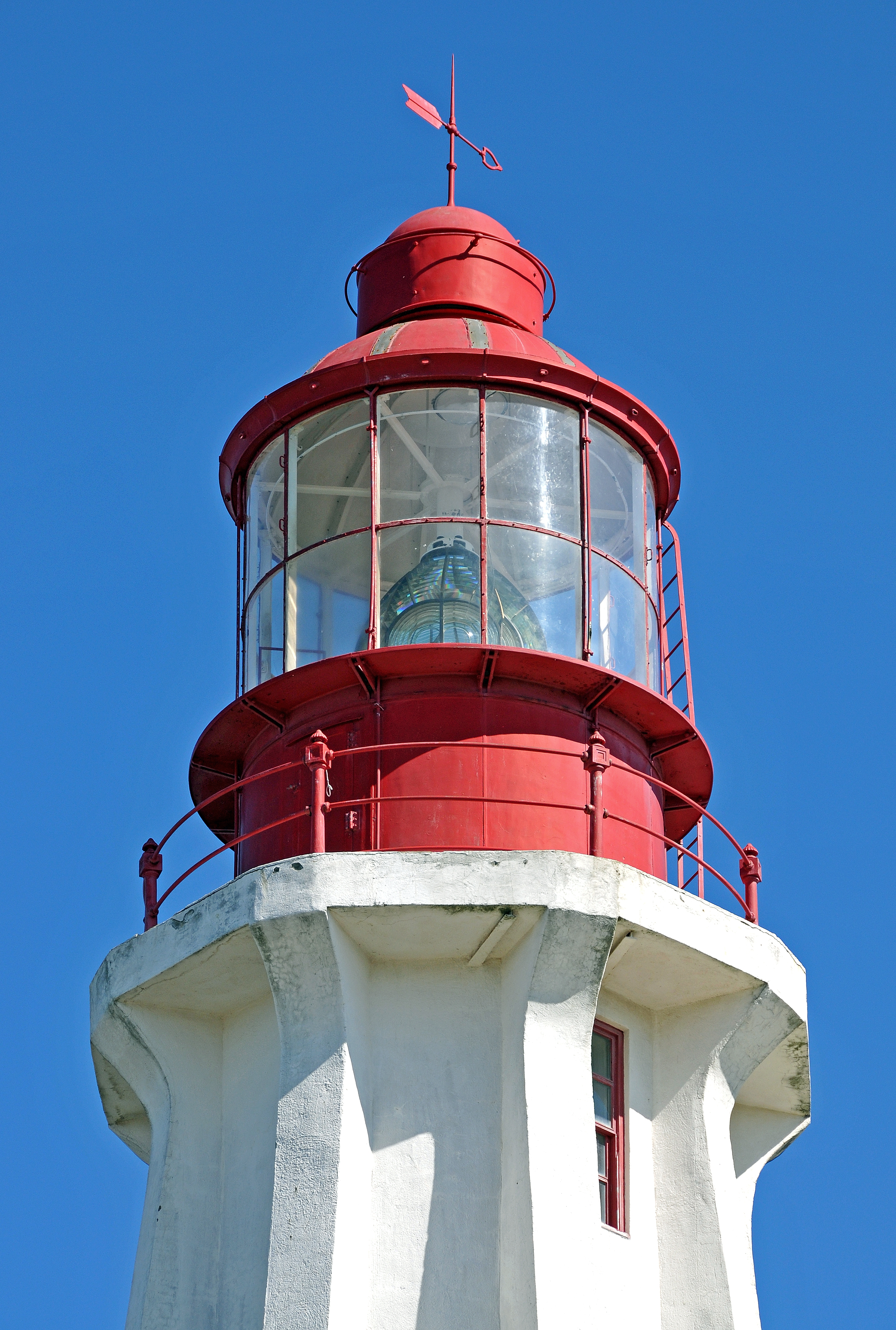
Le fanal du phare.

L'une des tâches les plus difficiles des deux hommes est le remplacement des vitres du fanal pesant chacune entre vingt et vingt-cinq kilos. Ces dernières se cassent très facilement car elles sont sensibles à la chaleur du Soleil et au gel. Pour les remplacer, les deux hommes doivent les hisser au sommet de la tour à l'aide d'un câble et les insérer dans la structure de métal du fanal en se tenant sur une passerelle de 30 centimètres de large balayée par les vents. Les vitres tiennent en place grâce à un scellement de 6 kilos de mastic. Une autre des tâches fastidieuses des gardiens est de nettoyer les vitres du fanal, très souvent enfumées par la suie du feu.
Cependant, la modification la plus importante vécue par Charles Auguste Lavoie est l'allongement graduel de la saison de navigation, ce qui oblige les gardiens à travailler de plus en plus par temps froid. Pendant la Seconde Guerre mondiale, le gardien doit aussi effectuer une surveillance visuelle des eaux du fleuve pour y repérer des sous-marins allemands qui, quelquefois, s'aventurent dans l'estuaire du Saint-Laurent. En 1964, M. Roger Saint-Pierre remplace M. Lavoie au poste de gardien et occupe le poste jusqu'en 1972. Armand Lafrance prend la relève en 1972 et est en poste jusqu'en 1975 lorsque le phare est automatisé. À partir de 1975, sa tâche principale est de voir au bon fonctionnement des équipements électroniques du nouveau phare et à informer les autorités des anomalies. L'automatisation complète des phares situés sur les rives du Saint-Laurent, dont celui de Pointe-au-Père, s'effectue en 1988 et marque la fin du métier de gardien de phare au Québec.

## Dans l'art
Le début du XXe siècle marque l'apparition d'un courant nouveau dans l'architecture appelé architecture moderne et dont l'un des acteurs majeurs est Le Corbusier. Ce mouvement sort des règles établies et prône l'économie et l'efficacité comme facteur d'harmonie dans la construction des édifices. Bien que la notion « d'œuvre architecturale » n'ait probablement pas été considéré par Miffonis et Anderson lors de la réalisation des plans du phare de Pointe-au-Père, l'harmonie et l'originalité de cette tour à arcs-boutants, ces lignes géométriques épurées et l'utilisation du béton, un nouveau matériau, donnent à la tour un fort pouvoir « d'évocation de la modernité en architecture ».
L'architecture particulière du troisième phare de Pointe-au-Père, avec ses huit contreforts, a inspiré plusieurs peintres, dont le plus célèbre est certainement Lawren Harris du Groupe des sept. La toile de Harris représentant le phare, réalisée en 1930, fait partie depuis 1960 de la collection du Musée des beaux-arts du Canada. Parmi les autres peintres notables ayant représenté le phare, on peut citer Charles Comfort et Alan Caswell Collier.